# Amilcare Lunardelli
Amilcare Lunardelli (Savona, 2 luglio 1912 – Savona, 4 dicembre 2004) è stato un politico italiano.
Già segretario provinciale del Partito Comunista Italiano, è stato sindaco di Savona dal 1953 al 1957 e di Borca di Cadore dal 1985 al 1990, in provincia di Belluno.